# 日本國鐵C56型蒸汽機車
C56型蒸汽机车是日本國有鐵道的前身鐵道省在1935年制造的过热式煤水车式蒸汽機車。此型机车在设计上与C12型机车一样，轴重低、操作成本低廉，适应于低规格之简易线。

## 生产情况
鐵道省于1935年至1939年间共订制了160辆C56型，分别由川崎车辆（22辆）、汽车制造（24辆）、日立制作所（40辆）、日本车辆（27辆）、三菱重工（47辆）制造。
此外，日本外地之桦太厅、及内地之雄别铁道亦订制了共计5辆C56型蒸汽机车。桦太厅铁道订制的4辆C56型机车编为C52型，原编号为C52 1～C52 4，于1943年桦太厅铁道编入日本国有铁道后，改为C56 161～C56 164；这些机车于二次大战结束后均为苏联所接收，但其此后的运用情况不明。雄别铁道订制的1辆C56型机车编为1001号，于1970年随着该铁道的废弃停运而报废拆解。

## 军事输出
太平洋战争爆发前，日本陆军征调90辆C56型蒸汽机车（车号：C56 1～C56 90），将轨距由1067毫米改造为1000毫米后送往泰国，多数机车部属于泰緬鐵路。战后残存的这些机车中，有46辆机车被泰國國家鐵路局编为700型，12辆机车被缅甸铁路编为C型。1979年，725号（C56 31）机车以及735号（C56 44）机车归还日本，其中C56 31静态展示于靖国神社游就馆，C56 44由大井川鐵道动态保存。
随军运往泰国的C56型机车与日本国内使用之同型机车有以下不同：
- 机车车轮直径进行变动以适应于米轨轨距
- 机车制动方式由空气制动变为真空制动
- 移除集煙板
- 为了使用木柴作为燃料，扩大防火门，并且用栅栏围住煤仓的上部
- 车钩由詹尼车钩变为挪威式车钩（英语：Norwegian coupling）并降低车钩高度

## 保存

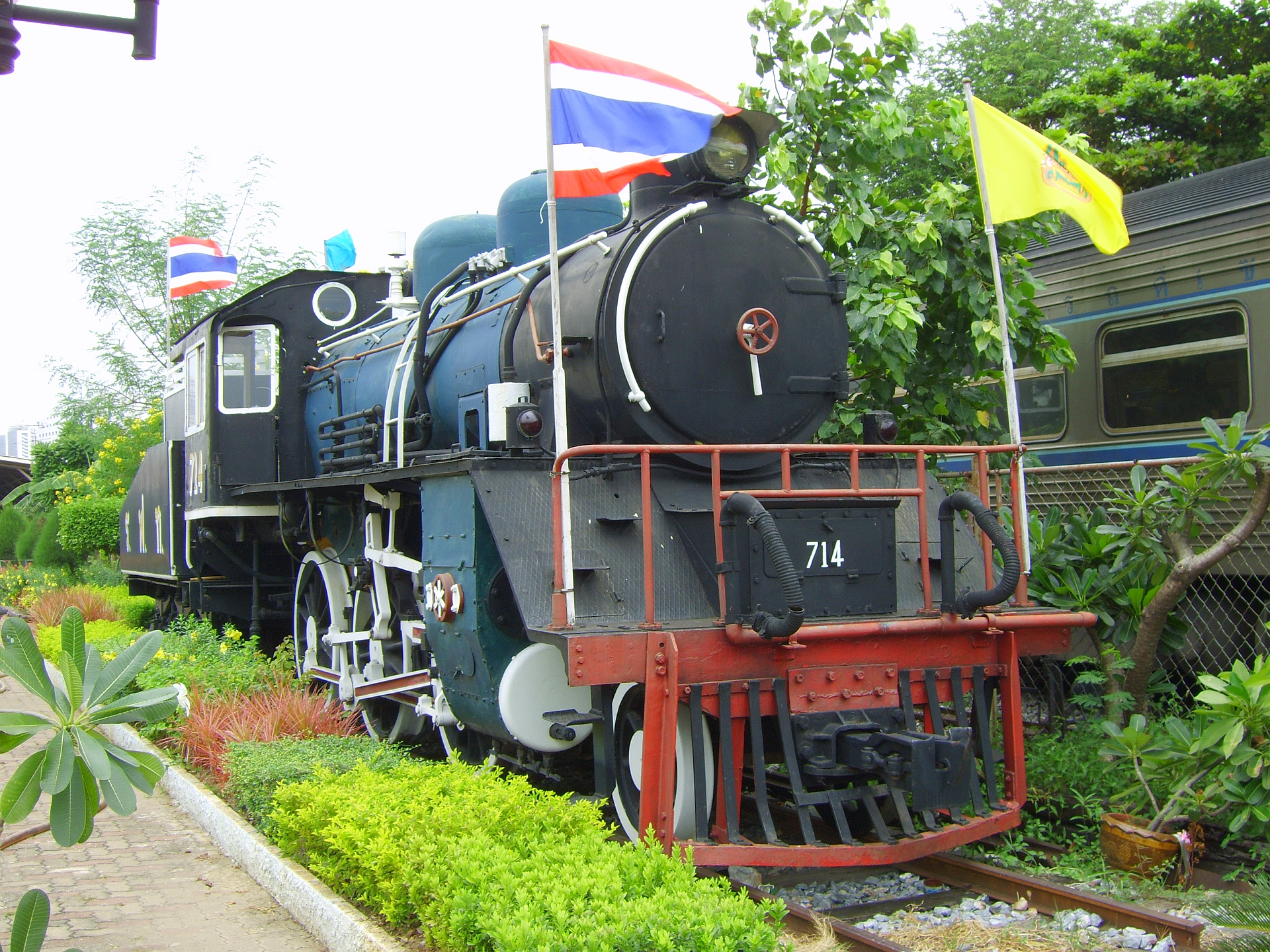
C56 16，泰国铁路编号为714，于曼谷站静态展示。

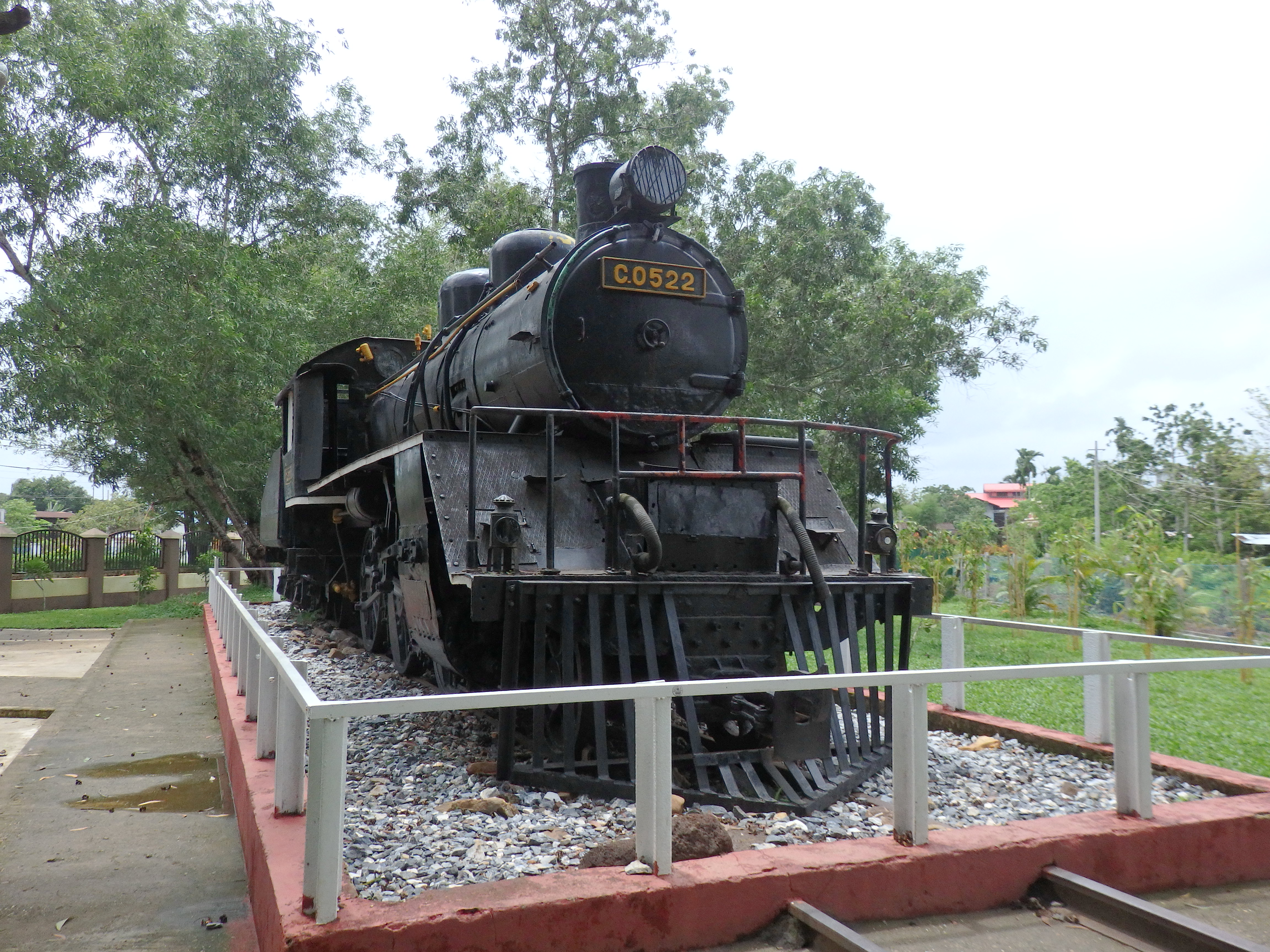
C56 56，缅甸铁路编号为0522，于丹彪扎亚死亡铁路博物馆静态展示。

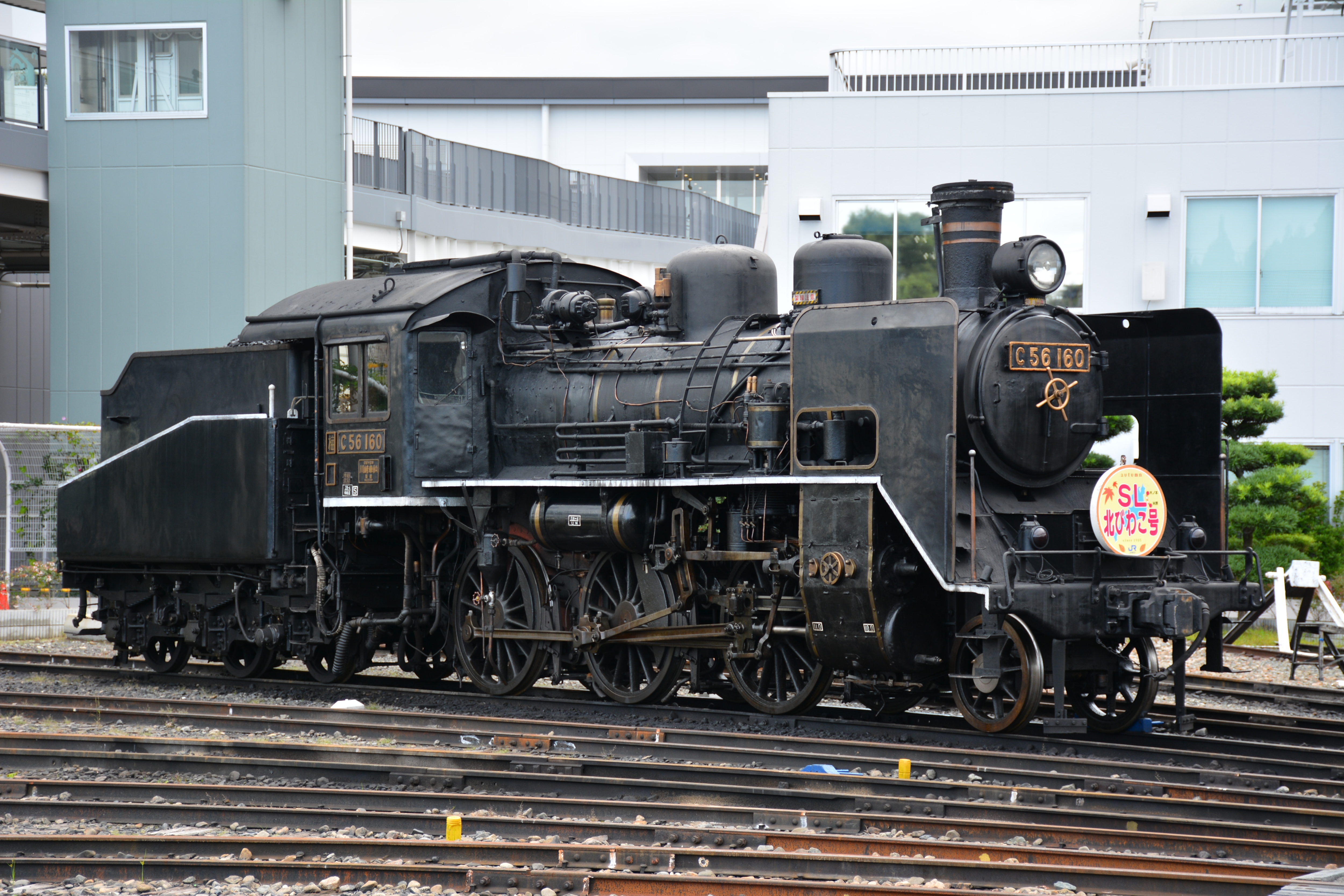
C56 160，西日本旅客鐵道自备机车。

### 动态保存
- C56 44（735）：大井川鐵道。
- C56 160（日语：国鉄C56形蒸気機関車160号機）：西日本旅客鐵道。由于机车部件老化，此车将于2018年5月27日以牵引SL北琵琶湖号列车（SL北びわこ号）的形式最后一次上线运行。[1]
- C56 15（713）：曼谷通布里铁路工厂
- C56 17（715）：曼谷通布里铁路工厂

### 静态保存
20辆C56型机车于日本国内静态展示，5辆700型机车于泰国国内静态展示，1辆C型机车于缅甸国内静态展示：
- C56 4（702）：北碧府Sai Yok Noi瀑布
- C56 16（714）：曼谷站
- C56 23（719）：北碧火车站
- C56 31（725）：东京都千代田区靖国神社游就馆
- C56 36（728）：南邦府洛坤火车站
- C56 47（738）：曼谷郊外泰国电影博物馆
- C56 56（0522）：丹彪扎亚死亡铁路博物馆[5]
- C56 92：鹿儿岛县出水市肥薩橙鐵道出水站
- C56 94：长野县大町市西公园
- C56 96：长野县南佐久郡南牧村银河公园
- C56 98：京都府京都市右京区小火車嵯峨車站
- C56 99：鹿儿岛县萨摩川内市鸵鸟梦生态园
- C56 101：长野县佐久市成知公园
- C56 106：广岛县府中市国府儿童公园
- C56 108：岛根县云南市体育公园
- C56 110：埼玉县草加市冰川神社
- C56 111：兵库县宝冢市云雀丘小学
- C56 124：长野县安昙野市龙门渊公民馆
- C56 126：山梨县北杜市小渊泽小学
- C56 129：长野县饭山市铁炮町儿童公园
- C56 131：岛根县松江市北区公园
- C56 135：兵库县加藤市县立播磨中央公园
- C56 139：神奈川县横滨市神奈川临海铁道横滨本牧站机车库
- C56 144：长野县小诸市“小诸城遗址”停车场
- C56 149：山梨县北村市小海線清里车站前。该机车曾一度处在荒废状态，但在2009年7月整修外觀。
- C56 150：长野县北安昙郡白马村“仓敷体育休闲地”

### 保存后解体
- C56 99：鹿儿岛县西之表市（1995年解体）
- C56 123：石川县七尾市希望之丘公园（1997年解体）
- C56 159：石川县志雄町公民馆前儿童广场（1995年解体）

## 备注
1. ↑  . （原始内容存档于2018-03-20） （日语）.
2. ↑  正弘, 笹. . 日本东京: 伊卡罗斯出版有限公司. : 128. ISBN 978-4863209282 （日语）.
3. ↑  . （原始内容存档于2021-01-22） （英语）.
4. ↑  . : 27–29. ISBN 978-974-9848-99-9 （泰语）.
5. ↑  . （原始内容存档于2020-11-26） （日语）.